# Johanna Kurkela
Johanna Kurkela (née le 25 avril 1985 à Lumijoki en Finlande) est une chanteuse finlandaise.

## Biographie
Dès l'âge de 5 ans, elle étudie le violon pendant sept ans, ainsi que le piano. Elle fréquente par la suite l'institut musical Madetoja à Oulu, ainsi que l'université en sciences appliquées.
Elle sort son premier album intitulé Hetki hiljaa en 2005. En 2007, elle publie son second album Marmoritaivas.
Elle réalisé des collaborations avec des groupes de metal, comme pour l'album The Days of Grays de Sonata Arctica, sorti en 2009, sur lequel elle chante deux titres. Elle collabore également avec Tuomas Holopainen, claviériste de Nightwish, pour son premier album solo "The Life and Times of Scrooge" publié en 2014.
Par la suite, elle se marie en octobre 2015 avec ce dernier. Depuis 2017, elle participe à Auri, nouveau projet qu'elle partage avec Tuomas Holopainen et Troy Donockley.  Elle fait également partie du duo folk Altamullan Road depuis 2020, avec Johanna Iivanainen.

## Discographie

### Solo
- Hetki hiljaa (2005)
- Marmoritaivas (2007)
- Kauriinsilmät (2008)
- Hyvästi, Dolores Haze (2010)
- Sudenmorsian (2012)
- Joulun lauluja (2012)
- Ingrid (2015)

### Auri
- Auri (2018)
- II - Those We Don't Speak Of (2021)

### Altamullan Road
- Altamullan Road (2020)

### Singles
- Olen sinussa (2005)
- Olet uneni kaunein (2007)
- Sun särkyä anna mä en (2007)
- Marmoritaivas (2007)
- Rakkauslaulu (2010)

### Travaux parallèles
- Tomi Metsäketo - Tummaa samettia: Tahdon tanssia kanssasi (do) (2004)
- Tilkkutäkki 1: Hiljainen kaupunki (2005)
- Tilkkutäkki 2: Kuule minun ääneni (2006)
- Tilkkutäkki 3: Elämä on nyt (2007)
- Sonata Arctica - The Days of Grays (chant sur les pistes 2 et 9) (2009)
- Vesa-Matti Loiri - Hyvää puuta (2009)
- Club for Five - You're The Voice: Nothing else matters (2009)
- Tuomas Holopainen - A Lifetime of Adventure (2014)
- Every Green in May - Korsukylä (2018)
- Eye of Melian (2021, 2022) - Collaboration with Martijn Westerholt[6]